# Bélmez de la Moraleda
Bélmez de la Moraleda es una localidad y municipio español de la provincia de Jaén, en la comunidad autónoma de Andalucía. Está situado en la comarca de Sierra Mágina y pertenece al ámbito del Parque natural de Sierra Mágina. Se encuentra una altitud de 825 m y a 69 km de la capital de provincia, Jaén. El municipio es conocido por el famoso fenómeno de las caras de Bélmez. Tiene una población de 1509 habitantes (INE 2024).

## Símbolos
El escudo se compone de contorno español y timbre de corona real cerrada, que se compone de un círculo de oro y pedrería, con ocho florones y ocho perlas intercaladas, cerrada con ocho diademás guarnecidas, también de perlas, que convergen en un mundo de azur, con un ecuador y un semimeridiano de oro, y sumado de una cruz de oro, forrada la corona de gules.
El segundo cuartel alude parcialmente al topónimo, al introducir un moral de sinople, armería parlante que se relaciona con el sobrenombre de La Moraleda, si bien otras interpretaciones etimológicas hacen derivar el topónimo de Bélmez del almez, árbol conocido en la zona como armencino, por lo que no podemos desdeñar ninguna de estas hipótesis. La primera relacionada con el árbol del moral, identificado por lo tanto con La Moraleda; y la segunda, que haría referencia al árbol del Almez o armencino, con referencia a Bélmez.
En las Relaciones Topográficas de Felipe II de 1578, se contesta al punto relativo al escudo, argumentando monumentalmente la existencia en el castillo de una piedra de mármol blanco con inscripciones griegas, góticas y latinas, que entendemos no tenían nada que ver con la armería del Concejo, ya que en la fecha, los Carvajales seguían conservando este dominio, por lo que el blasón municipal debía utilizar la impronta armera de su Señor, don Alonso de Carvajal, al igual que ocurría en la fecha señalada en Jódar, que poseía de la misma forma bajo su jurisdicción. 
Bélmez de la Moraleda formaba parte del Reino de Granada hasta su definitiva conquista en 1448, pasando poco después a ser un Señorío detentado por los Carvajales, motivo que se señala en la primera partición del escudo, al cargar las bandas de este linaje; si bien es preciso aclarar que esta familia tan sólo utilizó una banda en sus blasones.

## Naturaleza

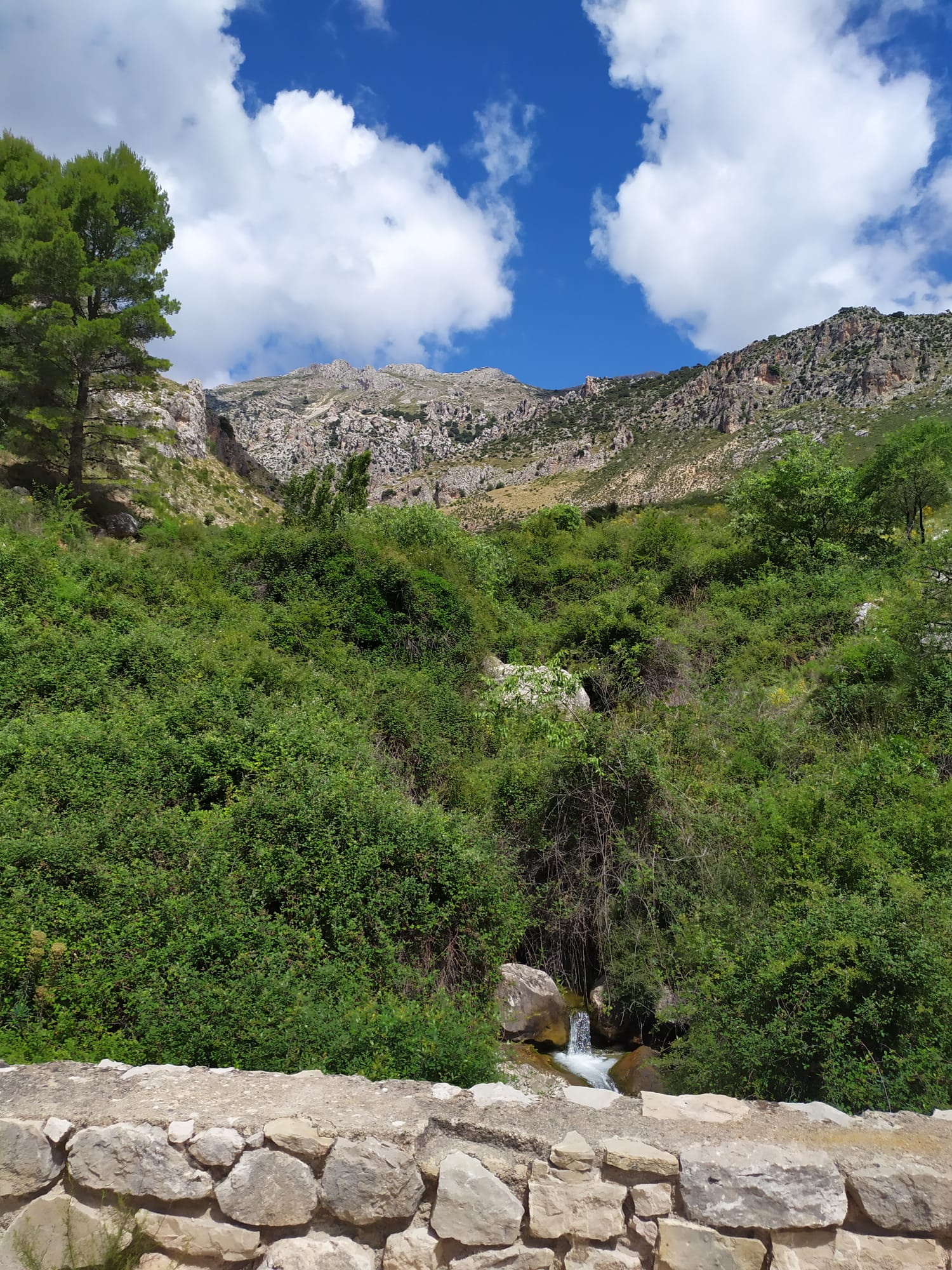
Puente del río Gargantón

El 52 por ciento del término municipal se encuentra dentro del parque natural de Sierra Mágina. Se puede realizar la ruta por el sendero de uso público de subida al Hoyo de la Laguna y se puede enlazar con la ruta señalizada del caño del Aguadero. En la cortijada de Bélmez se encuentra la fuente de la Pavana.  Además se puede realizar la ruta saludable al puente del río Gargantón, donde aparecen importantes áreas de espino blanco o majoletos y cornetales. Desde allí se pueden observar las zonas más elevadas de Sierra Mágina y las paredes rocosas y rastras características de la formación caliza de ésta. Las paredes rocosas junto al Gargantón sirven de refugio a una gran variedad de aves, como el vencejo real, la collalba negra, chova piquirroja o los cernícalos. El cauce del río se regula mediante acequias a Bélmez de la Moraleda y a Cabrita y ha sido aprovechado para regadíos y tradicionales molinos de rodezno. Al norte del municipio se encuentra la Sierra de La Cruz. Es de interés paisajístico la carretera que une Cabra del Santo Cristo con Bedmar pasando por Bélmez de la Moraleda. Se encuentras tres vías pecuarias que son el cordel de Bélmez, cordel de la Fuente de la Laguna, Vereda del Llano y Cuesta del Tío Jarabe. Cuenta con el monte público de El Buitre, compartido con Huelma.

## Historia
El hallazgo más antiguos localizado, una espada íbera, corresponde a la época íbera en que el valle del Jandulilla era la vía de comunicación entre Cástulo y Acci.
El castillo de Bélmez de la Moraleda fue conquistado por el infante Pedro de Castilla, hijo de Sancho IV y hermano de Fernando IV, en 1317 dentro de las campañas del periodo de la Batalla de Estrecho. En 1368 el Reino Nazarí se hace nuevamente con Bélmez y otras plazas de la frontera de Granada aprovechando la guerra entre los señores castellanos. En 1448 fue tomada definitivamente por el Asistente del Concejo de Baeza, Fernando de Villafañe cuyo cargo consistía en vigilar en nombre del Rey la administración de justicia. A partir de 1501 las tierras de Bélmez de la Moraleda pertenecieron a la ciudad de Granada en pago de ciertas deudas que los Reyes tenían con ella, reservando la alcaidía del castillo al señor de Jódar, Alonso de Carvajal. La fundación como villa data de 1524, cuando se cedieron tierras en arrendamiento a algunos labradores del lugar, también conocido entonces como cortijo de la Fuente de la Moraleda. A partir de este momento se produce el declive de la población en torno al Castillo de Bélmez. El Catálogo de los obispos de las iglesias catedrales de la diócesis de Jaén y annales eclesiásticos deste obispado, del clérigo y erudito Martín de Ximena Jurado de 1654, señala que sigue siendo de los Marqueses de Jódar. Hasta la provincialización de 1833 y su integración en la provincia de Jaén tanto Bélmez como Solera eran exclaves del Reino de Granada y pertenecían al partido de Las Villas. Existe un plano de Bélmez de finales del siglo XVIII del geógrafo Tomás López en que se representa La Moraleda.

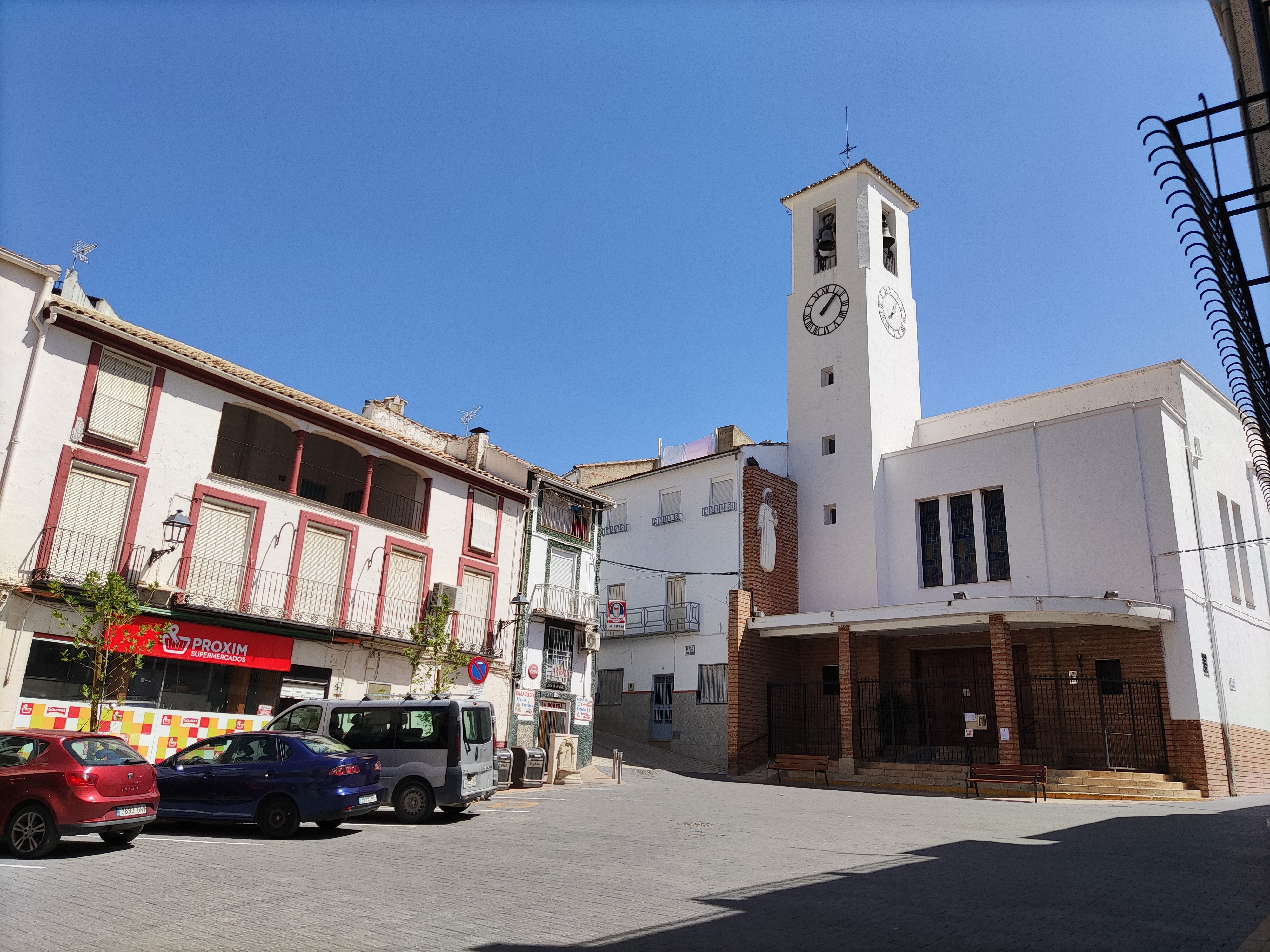
Iglesia parroquial de Bélmez de la Moraleda (1966)

A finales del siglo XX la caída en la rentabilidad de las tierras de labor tienen como consecuencia la emigración a las ciudades, centros industriales y turísticos y el periodo 1998 a 2017 la población disminuye en un 22,59 por ciento.

## Demografía
Cuenta con una población de 1509 habitantes (INE 2024).
| Gráfica de evolución demográfica de Bélmez de la Moraleda entre 1842 y 2021                                           |
| |
| Población de derecho según los censos de población del INE. Población de hecho según los censos de población del INE. |

## Organización político-administrativa

### Elecciones municipales
| Elecciones municipales desde 1979                      |      |      |      |      |      |      |      |      |      |      |      |      |
|                                                        | 1979 | 1983 | 1987 | 1991 | 1995 | 1999 | 2003 | 2007 | 2011 | 2015 | 2019 | 2023 |
| PSOE                                                   | 4    | 4    | 4    | 5    | 4    | 6    | 5    | 5    | 6    | 6    | 7    | 5    |
| AP/PP                                                  | -    | 4    | 5    | 3    | 5    | 3    | 4    | 3    | 3    | 3    | 2    | 4    |
| PCE/IU                                                 | 0    | 1    | 2    | 3    | 2    | 2    | 0    | 1    | 0    | 0    | -    | -    |
| UCD/CDS                                                | 7    | -    | 0    | -    | -    | -    | -    | -    | -    | -    | -    | -    |
| PTE-UC                                                 | -    | -    | 0    | -    | -    | -    | -    | -    | -    | -    | -    | -    |
| En negrilla el partido más votado                      |      |      |      |      |      |      |      |      |      |      |      |      |
| Fuente: Datos de las elecciones municipales desde 1979 |      |      |      |      |      |      |      |      |      |      |      |      |

### Alcaldía
| Periodo   | Nombre                                                   | Partido |
| --------- | -------------------------------------------------------- | ------- |
| 1979-1983 | Timoteo Herranz Pereira                                  | UCD     |
| 1983-1987 | Antonio Rodríguez de La Torre                            | PSOE    |
| 1987-1991 | Amando Moreno Hermoso                                    | PSOE    |
| 1991-1995 | Amando Moreno Hermoso 1995: Donato Hervás Vargas         | PSOE    |
| 1995-1999 | Antonio Fernández Rodríguez 1997: Blas Rodríguez Pereira | PP      |
| 1999-2003 | Alfonso Ruiz Martínez 2000: María Rodríguez Arias        | PSOE    |
| 2003-2007 | María Rodríguez Arias                                    | PSOE    |
| 2007-2011 | Pedro Justicia Herrera                                   | PSOE    |
| 2011-2015 | Pedro Justicia Herrera                                   | PSOE    |
| 2015-2019 | Pedro Justicia Herrera                                   | PSOE    |
| 2019-2023 | Pedro Justica Herrera                                    | PSOE    |
| 2023-act. | Pedro Justicia Herrera                                   | PSOE    |

## Economía
La agricultura es el sector que más empleo y riqueza genera. El aceite producido y envasado en Bélmez está protegido por la Denominación de Origen Sierra Mágina.
Además, se beneficia del turismo activo y de naturaleza por estar en el parque natural de Sierra Mágina y del turismo esotérico derivado del fenómeno de las caras de Bélmez y su Centro de Interpretación que permiten generar recursos en el sector servicios.
Recientemente se ha producido la deslocalización de la industria textil, que consistía en el ensamblado y planchado de prendas para grandes marcas.

## Patrimonio

### Material
Son Bienes de Interés Cultural los siguientesː
- Castillo de Bélmez de la Moraleda: Construido por los musulmanes por ser un enclave ideal tanto para la defensa fronteriza del Reino de Granada como para la práctica de incursiones de castigo en el reino de Jaén. Fue una de las plazas fuertes fronterizas nazaríes y no fue posible su conquista por huestes baezanas hasta casi la mitad del siglo XV. El elemento que permanece como hito histórico es la torre del homenaje, que debió alzarse, sobre su base rectangular, hasta llegar a los tres pisos. Exteriormente la obra es de mampostería, más o menos regular, entremezclada con ripios, presentando sillería en ángulos y huecos y cuatro saeteras bien dispuestas para la defensa. El Castillo de Bélmez fue declarado en 1985 Bien de Interés Cultural.
- Torre del Lucero y del Sol: El castillo de Bélmez estaba rodeado por una serie de atalayas que lo protegían al estar encajonado entre sierras. La más consistente de las que permanecen en pie es la Torre del Lucero, cercana a la población y vigilante de la ruta suroeste hacia Huelma.
- Castillo de Chincoya: Este castillo aparece citado en la Cantiga 185 que se atribuye a Alfonso X El Sabio. Se trata de un fuerte cuadrangular situado frente al Castillejo de Neblín, a la derecha del río.
- Castillejo del Barranco de Aguas Amarguillas
- Torre de la Dehesilla
- Castillejo del Cortijo de Neblín

Además es de interés el Centro de Interpretación de las Caras de Bélmez, inaugurado en 2013. En el centro del pueblo se encuentra la Plaza del Nacimiento con un manantial en una plaza arbolada. Cuenta con una Iglesia Parroquial construida en 1966 que tiene un espacio introductorio conformado por un atrio columnado y, junto a él, sobre un muro de ladrillo visto está representado, en altorrelieve, el Sagrado Corazón de Jesús.

### Inmaterial

#### Fiestas de Moros y Cristianos
En agosto se celebra la fiesta de Moros y Cristianos, situándose su origen a mediados del siglo XIII, época en la que Bélmez de la Moraleda se encuentra en la frontera de Granada.

#### Crónica de Alfonso XI
En la Crónica de Alfonso Onceno se relata la conquista del castillo de Bélmez de la Moraleda. Este documento, escrito por el Cronista del rey Alfonso XI de Castilla, describe todo un marco histórico que es considerado como un vehículo indudable para estudiar la España de la épocaː 

E el infante d. Pedro estando en Úbeda, ovo sabiduría que Belmez, un lugar en que avie vna villa e vn castillo muy fuerte del qual venía muy gran daño a tierra de christianos, e es ocho leguas de Granada, que non estaua ay tanta gente que lo pudiere defender. E fue luego para ella, y çercóla; e el día que ay llegó conbatiola, y entro la villa por fuerça; e la gente que era ay acogiose al castillo. E el infante d. Pedro embio luego por los yngenios que tenie en Jaen, e combatió el castillo muy fuerte con ellos. E desque supo esto el rey de Granada, tomo ende muy gran pesar y muy gran quebranto, e mando luego salir toda su caballería para venir acorrer aquel castillo; e vinieron ay, e magüer era muy gran gente, nunca se atreuieron a venir a pelear con el ynfante d. Pedro. E acabo de veynte e vn días que el infante d. Pedro llegó a aquel castillo, a tan afincados fueron los moros que dentro estauan, que le ovieron de dar el lugar. E desque lo ovo cobrado, dexo en el buen recabdo, e partió e vinose para Vbeda e toda su compaña
Crónica de Alfonso Onceno

## Caras de Bélmez

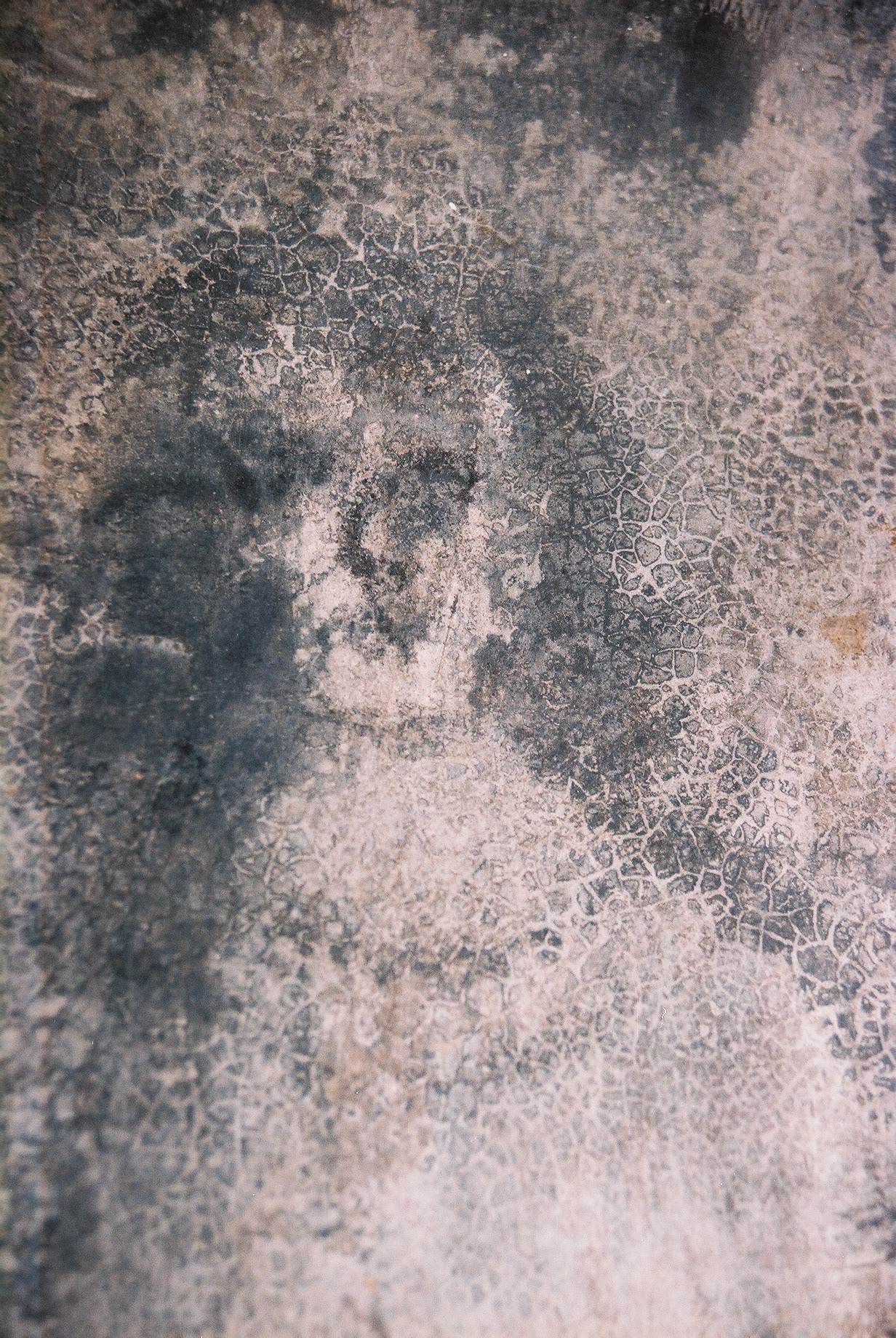
Cara de mujer

Se trata de uno de los fenómenos misterioso más paradigmáticos cuya fama ha trascendido ampliamente los límites de Sierra Mágina. Bélmez cuenta con un Centro de Interpretación dirigido a los visitantes interesados en este fenómeno, que ha sido objeto de una gran cantidad de investigaciones, así como de una extensa repercusión mediática.
En 1971, en una casa del centro del pueblo aparecieron unas imágenes en el suelo de la cocina y pasillo. Dichas imágenes representan rostros de personas y figuras humanas completas. Las numerosas investigaciones serias llevadas a cabo para explicar el motivo de la aparición repentina de las imágenes jamás han podido demostrar que el fenómeno de las Caras de Bélmez fuera una estafa, con lo que el fenómeno de las caras se convirtió en el más importante de España desde el punto de vista de los aficionados a los fenómenos paranormales. 
El 18 de febrero de 2001 se picó una pared donde había caras, se enlució y se precintó la habitación por parte de una notaría y testigos. El 18 de agosto el precinto se quitó pudiendo observarse que las caras de Bélmez habían vuelto a aparecer en la pared que se había picado.[cita requerida]